# Inga blanchetiana
Inga blanchetiana ou ingá-cabeludo é uma espécie vegetal da família Fabaceae.
Árvore encontrada nas florestas úmidas do litoral do Estado da Bahia, principalmente nas proximidades da cidade de Entre Rios, no Brasil.[carece de fontes?]
A expansão agrícola e especulação imobiliária são as principais causas de ameaças a Inga blanchetiana.[carece de fontes?]